# HD 195019 b
HD 195019 b是一顆位於海豚座的系外行星，母恆星是聯星系統HD 195019中的A星，質量下限是3.7倍木星質量。和其他極為接近母恆星的行星類似的是，它的軌道接近圓形，軌道離心率甚至低於地球。它的公轉週期是437小時，平均軌道速度83.24 km/s。

## 外部連結
- . Exoplanets.   [2012-11-18]. （原始内容存档于2009-11-25）.
- . Extrasolar Visions.   [2012-11-18]. （原始内容存档于2011-06-05）.